# Saint-Cyr-la-Lande
Saint-Cyr-la-Lande – miejscowość i gmina we Francji, w regionie Nowa Akwitania, w departamencie Deux-Sèvres.
Według danych na rok 1990 gminę zamieszkiwały 312 osoby, a gęstość zaludnienia wynosiła 35 osób/km² (wśród 1467 gmin regionu Poitou-Charentes Saint-Cyr-la-Lande plasuje się na 705. miejscu pod względem liczby ludności, natomiast pod względem powierzchni na miejscu 887.).